# Myrcia ovata
Myrcia ovata är en myrtenväxtart som beskrevs av Jacques Cambessèdes. Myrcia ovata ingår i släktet Myrcia och familjen myrtenväxter. Inga underarter finns listade i Catalogue of Life.